# Naidaijin
O Naidaijin (内大臣), normalmente traduzido como Ministro do Interior também conhecido como Ministro do Centro (内大臣, , uchi no otodo) - foi um posto importante na Corte Imperial re-organizada pelo Código Taihō.
Durante o Período Pré-Meiji o papel, a hierarquia e a autoridade do naidaijin variava muito, porém, com o sistema Ritsuryō, o Ministro do Centro era apenas inferior ao Sadaijin (Ministro da Esquerda) e ao Udaijin (Ministro da Direita).
Durante o Período Meiji o escritório desenvolveu uma característica diferente. Em 1885, o posto passou a  chamar Guardião do Selo Imperial,  passando a ser apenas um canal entre o Trono e a Administração.
Nesse ano, o cargo de Daijō Daijin (primeiro-ministro ou ministro-chefe do governo de restauração)  era ocupado por Sanjō Sanetomi. Em dezembro, o imperador pediu a Sanetomi para ser dispensado de seu cargo, e ele foi imediatamente nomeado Naidaijin. O cargo do Guardião do Selo Privado era idêntico ao velho Naidaijin apenas como um título japonês, não em termos de função ou poderes.
A natureza do escritório evoluiu nos períodos Taishō e Shōwa. O título foi abolido em 24 de novembro de 1945.

## Lista dosNaidaijin
1. Nakatomi no Kamatari (645–654)  [7].
2. Fujiwara no Fusasaki (721 - 737)
3. Fujiwara no Nakamaro (757 - 758)
4. Dōkyō (764 - 765)
5. Fujiwara no Yoshitsugu (771 - 777)
6. Fujiwara no Uona (778 - 781)
7. Fujiwara no Uchimaro (798 - 806) [8]
8. Fujiwara no Takafuji (900)
9. Fujiwara no Kanemichi (972 - 974)
10. Fujiwara no Michitaka (989 - 991)
11. Fujiwara no Michikane (991 - 994)
12. Fujiwara no Korechika (994 - 996)
13. Fujiwara no Kinsue (997 - 1017)
14. Fujiwara no Yorimichi (1017 - 1021)
15. Fujiwara no Norimichi (1021 - 1047)
16. Fujiwara no Yorinume (1047 - 1060)
17. Fujiwara no Morozane (1060 - 1065)
18. Minamoto no Morofusa (1065 - 1069)
19. Fujiwara no Nobunaga (1069 - 1080)
20. Fujiwara no Yoshinaga (1080 - 1082)
21. Kujō Yoshimichi (1086 - 1088) [9]
22. Fujiwara no Moromichi (1088 - 1094) [10]
23. Minamoto no Masazane (1100 - 1115)
24. Fujiwara no Tadamichi (1115 - 1122)
25. Minamoto no Arihito (1122 - 1131)
26. Fujiwara no Munetada (1131 - 1136)
27. Fujiwara no Yorinaga (1136 - 1149)
28. Minamoto no Masasada (1149 - 1150)
29. Tokudaiji Saneyoshi (1150 - 1156)
30. Fujiwara no Koremichi (1156 - 1157)
31. Sanjō Kiminori (1157 - 1160)
32. Fujiwara no Motofusa (1160 - 1164)
33. Fujiwara no Muneyoshi (1164 - 1165)
34. Kujō Kanezane (1165 - 1166)
35. Taira no Kiyomori (1166 - 1167)
36. Fujiwara no Tadamasa (1167 - 1168)
37. Minamoto no Masamichi (1168 - 1175)
38. Fujiwara no Moronaga (1175 - 1177)
39. Taira no Shigemori (1177 - 1179)
40. Konoe Motomichi (1179 - 1182)
41. Taira no Munemori (1182 - 1183)
42. Matsudono Moroie (1183 - 1184)
43. Tokudaiji Sanesada (1184 - 1186)
44. Kujō Yoshimichi (1186 - 1188)
45. Fujiwara no Kanemasa (1188 - 1190)
46. Fujiwara no Kanefusa (1190 - 1191)
47. Nakayama Tadachika (1191 - 1194)
48. Kujō Yoshitsune (1195 - 1199)
49. Konoe Iezane (1199)
50. Minamoto no Michichica (1199 - 1202)
51. Fujiwara no Tadataka (1202 - 1205)
52. Saionji Sanemune  (1205 - 1206)
53. Kasannoin Tadatsune  (1207 - 1208)
54. Kujō Yoshisuke (1208 - 1209) [11]
55. Tokudaiji Kintsugu  (1209 - 1211)
56. Kujō Michiie (1212 - 1214)
57. Sanjō Kinfusa (1214 - 1218)
58. Minamoto no Sanetomo (1218)
59. Konoe Iemichi (1218 - 1219)
60. Koga Michiteru (1219 - 1221)
61. Saionji Kintsune (1221 - 1222)
62. Ōinomikado Morotsune (1222 - 1224)
63. Kujō Yoshihira  (1224 - 1227) [11]
64. Konoe Kanetsune  (1227 - 1231)
65. Saionji Saneuji (1231 - 1235)
66. Nijō Yoshizane (1235 - 1236)
67. Kujō Motoie (1237 - 1238)
68. Ōinomikado Ietsugu (1238 - 1240)
69. Kinugasa Ieyoshi  (1240 - 1241)
70. Takatsukasa Kanehira (1241 - 1244)
71. Kujō Tadaie (1244 - 1247)
72. Tokudaiji Sanemoto (1247 - 1250)
73. Horikawa Tomozane (1250)
74. Nijō Michinaga (1251 - 1252)
75. Kasannoin Sadamasa (ou Kazanin Sadamasa, 1252)
76. Saionji Kinsuke (1252 - 1255)
77. Saionji Kinmoto (1255 - 1257)
78. Tōin Saneo  (1257 - 1258)
79. Konoe Motohira  (1258 - 1261)
80. Sanjō Kinchika  (1261 - 1262)
81. Takatsukasa Mototada (1262 - 1265)
82. Ōinomikado Fuyutada (1265 - 1267)
83. Ichijō Ietsune  (1267 - 1268)
84. Nakanoin Michinari (1268 - 1269)
85. Nijō Morotada  (1269 - 1271)
86. Kasannoin Morotsugu  (1271 - 1275)
87. Konoe Iemoto  (1276 - 1288)
88. Koga Michimoto   (1288)
89. Takatsukasa Kanetada   (1288 - 1289)
90. Saionji Sanekane (1289 - 1291)
91. Tokudaiji Kimitaka (1291 - 1292)
92. Kujō Moronori (1292 - 1294)
93. Tsuchimikado Sadazane   (1296-1297)
94. Koga Michio  (1297 - 1298)
95. Saionji Kinhira  (1298 - 1299)
96. Takatsukasa Fuyuhira (1299 - 1302)
97. Ichijō Uchisane  (1302 - 1304)
98. Konoe Iehira (1305 - 1306)
99. Ichijō Saneie (1306 - 1307)
100. Nijō Michihira (1307 - 1309)
101. Konoe Tsunehira  (1309 - 1313)
102. Horikawa Tomomori (1313 - 1315)
103. Tōin Saneyasu (1315 - 1316)
104. Saionji Kimiaki (1316 - 1317)
105. Sanjō Kimishige (1317 - 1318)
106. Ichijō Uchitsune (1318 - 1319)
107. Rokujō Arifusa (1319)
108. Nakanoin Michishige (1319)
109. Kasannoin Moronobu (1319 - 1321)
110. Ōinomikado Fuyuji (1322)
111. Takatsukasa Fuyunori (1322 - 1324)
112. Saionji Sanehira (1324 - 1326)
113. Konoe Mototsugu  (1326 - 1330)
114. Koga Nagamichi (1330 )
115. Tōin Kinkata  (1330 - 1331)
116. Ōmiya Suehira (1331 - 1332)
117. Nakanoin Michiaki (1332 - 1333)
118. Tōin Kinkata (1333 - 1334)
119. Yoshida Sadafusa (1334 - 1335)
120. Ichijō Tsunemichi (1335 - 1337)
121. Takatsukasa Morohira (1337 - 1340)
122. Horikawa Tomochika (1340)
123. Nijō Yoshimoto (1340 - 1343)
124. Sanjō Jitsuchū (1343 - 1345)
125. Ōinomikado Fuyushin (1345 - 1346)
126. Tokudaiji kimikiyo (1346 - 1347)
127. Konoe Michitsugo (1347 - 1349)
128. Saionji Kinshige (1349 - 1351)
129. Kasannoin Nagasada (ou Kazanin Nagasada, 1351)
130. Oogimachi Sanjo Kinhide (1353)
131. Koga Michimasa  (1356 - 1360)
132. Sanjō Kimitada  (1360 - 1363)
133. Tōin Mika  (1363 - 1364)
134. Saionji Sanetoshi (1364 - 1366)
135. Nijō Shiryo (1366 - 1367)
136. Oogimachi Sanjō Jikkei (1367 - 1370)
137. Kanshuuji Tsuneaki (1370 - 1371)
138. Konoe Kanetsugu  (1375 - 1378)
139. Imadegawa Kinnao  (1378 - 1381)
140. Ashikaga Yoshimitsu (1381 - 1382)
141. Tokudaiji Sanetoki (1382 - 1388)
142. Ichijō Tsunetsugu (1388 - 1394)
143. Yotsutsuji Yoshinari (1394 - 1395)
144. Kasannoin Michisada (1395)
145. Tōin Kinsada (1395)
146. Oogimachi Sanjō Kimitoyo (1395 - 1396)
147. Sanjō Minorufuyu (1396)
148. Marikoji Tsugufusa (1396)
149. Kujō Noritsugu (1396 - 1399)
150. Konoe Yoshitsugu (1399 - 1402)
151. Imadegawa Kimiyuki (1402 - 1403)
152. Nijō Mitsumoto  (1403 - 1409)
153. Ichijō Kaneyoshi (1421 - 1424)
154. Konoe Fusatsugu (1426 - 1429)
155. Koga Kiyomichi  (1429 - 1432)
156. Ashikaga Yoshinori (1432)
157. Ōinomikado Nobumune  (1432 - 1435)
158. Takatsukasa Fusahira  (1435 - 1438)
159. Saionji Kinna  (1438 - 1441)
160. Kasannoin Mochitada  (1441 - 1443)
161. Marikouji Tokifusa  (1446)
162. Tōin Sanehiro  (1446 - 1450)
163. Sanjōnishi Kimiyasu  (1450)
164. Sanjō Sanekazu  (1450 - 1452)
165. Ichijō Norifusa  (1452 - 1455)
166. Konoe Norimoto  (1455 - 1457)
167. Ashikaga Yoshimasa (1458 - 1460)
168. Koga Michihiro  (1461 - 1464)
169. Kujō Masatada  (1464 - 1465)
170. Imadegawa Norisue  (1465 - 1466)
171. Saionji Sanetō  (1466 - 1467)
172. Hino Katsumitsu  (1467 - 1468)
173. Takatsukasa Masahira  (1468 - 1475)
174. Konoe Masaie (1475 - 1476)
175. Sanjō Kin'atsu (1476 - 1479)
176. Ōinomikado Nobukazu (1479-1481)
177. Tokudaiji Saneatsu (1481-1485)
178. Nakanoin Michihide (1485)
179. Kasannoin Masanaga (1485-1487)
180. Ichijō Fuyura (também chamado de Fuyuyoshi, 1487 - 1488)
181. Ashikaga Yoshihisa (1488 - 1489)
182. Imadegawa Kinoki (1489 - 1491)
183. Nijō Hisamoto (1491 - 1497)
184. Koga Toyomichi (1497 - 1499)
185. Kujō Hisatsune (1499 - 1501)
186. Saionji Kōfuji (1501 - 1506)
187. Sanjōnishi Sanetaka (1506)
188. Takatsukasa Kanesuke (1506 - 1507)
189. Sanjō Saneka (1507 - 1515)
190. Ōgimachi-Sanjō Sanemochi (1515 - 1516)
191. Nijō Korefusa (1516 - 1518)
192. Ōinomikado Tsuneaki (1518 - 1521)
193. Tokudaiji Kintane (1521 - 1523)
194. Koga Tsūgen (1523 - 1528)
195. Kujō Tanemichi (1528 - 1534)
196. Saionji Sanenobu (1535 - 1538)
197. Ichijō Fusamichi (1539 - 1541)
198. Sanjounishi Kineda (1541)
199. Sanjo Kinyori (1541 - 1543)
200. Imadegawa Kinhiko (1543 - 1545)
201. Nijō Haruyoshi (1545 - 1546)
202. Madenokoji Hidefusa (1546)
203. Ichijō Kanefuyu (1546 - 1547)
204. Konoe Sakihisa (1547 - 1553)
205. Ichijō Uchimoto (1575 - 1576)
206. Konoe Nobutada (1580 - 1585)
207. Toyotomi Hideyoshi (1585 - 1586)
208. Oda Nobukatsu (1587 - 1590)
209. Sanjōnishi Kinkuni (1588)
210. Toyotomi Hidetsugu (1592)
211. Tokugawa Ieyasu (1596 - 1603)
212. Toyotomi Hideyori (1603 - 1605)
213. Tokugawa Hidetada (1605 - 1606)
214. Takatsukasa Nobufusa (1606)
215. Takatsukasa Nobuhisa (1611 - 1612)
216. Konoe Nobuhiro (1612 - 1614)
217. Saionji Sanemasu (1614 - 1618)
218. Hirohashi Kanehide (1618 - 1619)
219. Kasannoin Sadahiro (1619 - 1620)
220. Ichijō Akiyoshi (1620 - 1621)
221. Nijō Yasumichi (1621 - 1629)
222. Sanjōnishi Sanēda (1629 - 1632)
223. Saionji Kinmasu (1632)
224. Takatsukasa Norihira (1632 - 1633)
225. Kujō Michifusa (1633 - 1640)
226. Konoe Hisatsugu (1640 - 1642)
227. Nijō Mitsuhira (1642 - 1647)
228. Nakanoin Michimura (1647)
229. Sanjō Sanehide (1648 - 1649)
230. Kasannoin Sadayoshi (1649)
231. Saionji Saneharu (1650)
232. Ichijō Norisuke (1651 - 1655)
233. Tokudaiji Kinnobu (1655 - 1656)
234. Ōinomikado Tsunetaka (1656 - 1657)
235. Sanjō Kimitomi (1657 - 1658)
236. Takatsukasa Fusasuke (1658 - 1661)
237. Seikanji Tomofusa (1661)
238. Koga Hiromichi (1661 - 1663)
239. Kujō Kaneharu (1664 - 1665)
240. Konoe Motohiro (1665 - 1671)
241. Tokudaiji Sanefusa (1671 - 1672)
242. Ichijō Kaneteru (1672 - 1678)
243. Ōinomikado Tsunemitsu (1678 - 1681)
244. Takatsukasa Kanehiro (1681 - 1683)
245. Imadegawa Kinnori (1683 - 1684)
246. Kasannoin Sadanobu (1685 - 1686)
247. Konoe Iehiro (1686 - 1688)
248. Matsuki Takashi (1686 - 1688)
249. Konoe Iehiro (1688 - 1693)
250. Sanjō Saneharu (1693 - 1694)
251. Kujō Sukezane (1694 - 1704)
252. Nijō Tsunahira (1704 - 1708)
253. Imadegawa Koresue (1708 - 1709)
254. Koga Michitomo (1709 - 1711)
255. Konoe Iehisa (1711 - 1715)
256. Nijō Yoshitada (1715 - 1720)
257. Tokudaiji Kintake (1720)
258. Nijō Yoshitada (1720 - 1722)
259. Ichijō Kaneka (1722 - 1723)
260. Kushige Takashige (1723)
261. Hirohata Toyota (1723)
262. Ichijō Kaneka (1723 - 1726)
263. Matsuki Muneaki (1726)
264. Nakanoin Michimi (1726)
265. Kujō Yukinori (1726 - 1728)
266. Saionji Munesue (1728)
267. Daigo Fuyuhiro (1728)
268. Takatsukasa Fusahiro (1728 - 1730)
269. Koga Koremichi (1730 - 1736)
270. Kasannoin Tsunemasa (1736 - 1737)
271. Nijō Munehira (1737 - 1738)
272. Ichijō Michika (1738)
273. Kasannoin Tsunemasa (1738 - 1739)
274. Kujō Tanemoto (1739 - 1743)
275. Takatsukasa Mototeru (1743)
276. Konoe Uchisaki (1743 - 1746)
277. Nijō Munemoto (1746 - 1748)
278. Karasumaru Mitsue (1748)
279. Nijō Munemoto (1748 - 1749)
280. Ōinomikado Tsunehide (1749 - 1750)
281. Sanjō Saneaki (1750)
282. Koga Michie (1750 - 1751)
283. Kujō Naozane (1751 - 1755)
284. Daigo Keitane (1755)
285. Saionji Kinaki (1755 - 1756)
286. Takatsukasa Sukehira (1756 - 1760)
287. Kujō Michisaki (1760 - 1770)
288. Sanjō Sueharo (1770 - 1771)
289. Ichijō Teruyoshi (1771 - 1776)
290. Hirohata Sakitoyo (1776)
291. Saionji Yoshisue (1776)
292. Ichijō Teruyoshi (1771 - 1779)
293. Konoe Tsunehiro (1779 - 1787)
294. Ōinomikado Ietaka (1787 - 1789)
295. Takatsukasa Masahiro (1789 - 1791)
296. Koga Nobumichi (1791 - 1792)
297. Ōinomikado Ietaka (1792)
298. Takatsukasa Masahiro (1792)
299. Ichijō Tadayoshi (1792 - 1797)
300. Sanjō Saneoki (1797)
301. Nijō Narimichi (1797 - 1798)
302. Tokudaiji Sanemi (1798 - 1799)
303. Imadegawa Sanetane (1799)
304. Konoe Motosaki (1799 - 1814)
305. Kasanoin Yoshinori (1814 - 1815)
306. Nijō Narinobu (1815 - 1820)
307. Sanjō Kinosa (1820 - 1821)
308. Kujō Hisatada (1821 - 1824)
309. Konoe Tadahiro (1824 - 1847)
310. Kasannoin Ieatsu (1847 - 1848)
311. Takatsukasa Sukehiro (1848 - 1857)
312. Hirohata Mototoyo (1857)
313. Sanjō Sanetsumu (1857 - 1858)
314. Ichijō Tadaka (1858 - 1859)
315. Nijō Nariyuki (1859 - 1862)
316. Koga Takemichi (1862)
317. Tokudaiji Kinito (1862 - 1864)
318. Konoe Tadafusa (1864 - 1867)
319. Hirohata Tadaaya (1867 - 1869)

## Lista dosNaidaijindaCorte de Yoshino(Corte do Sul, Nanchō)
1. Nijō Moromoto (1338 - ????)
2. Kitabatake Akinobu  (???? - ????)
3. Nijo Norimoto  (???? - ????)
4. Tōin Sanemori  (???? - ????)
5. Kitabatake Akiyoshi  (1361 - 1366)
6. Nijō Noriyori  (1366)
7. Kazanin Iekata  (1366 - 1368)
8. Shijō Takatoshi  (1368 - 1376)
9. Kitabatake Akinari  (1376 - 1383)
10. Ano Sanetame  (1383 - 1389)
11. Kazanin Nagachika (Kōun) (1389 - ????)
12. Kazanin Morokane (???? - 1392)